# 费里耶尔普萨鲁
费里耶尔普萨鲁（法語：Ferrières-Poussarou，法語發音：[fɛʁjɛʁ pusaʁu]）是法国埃罗省的一个市镇，位于该省西部，属于贝济耶区。

## 地理
费里耶尔普萨鲁（43°29'6"N, 2°53'55"E）面积26.01 平方千米，位于法国奧克西塔尼大區埃罗省，该省份为法国南部沿海省份，南濒地中海，西南接奥德省，西北接塔恩省和阿韦龙省，东北与加尔省接壤。
与费里耶尔普萨鲁接壤的市镇（或旧市镇、城区）包括：巴博布尔杜、贝尔卢、帕尔达扬、皮埃尔吕、韦纳佐布尔河畔普拉德、里奥尔斯、圣希尼扬、圣艾蒂安-达尔巴尼昂。

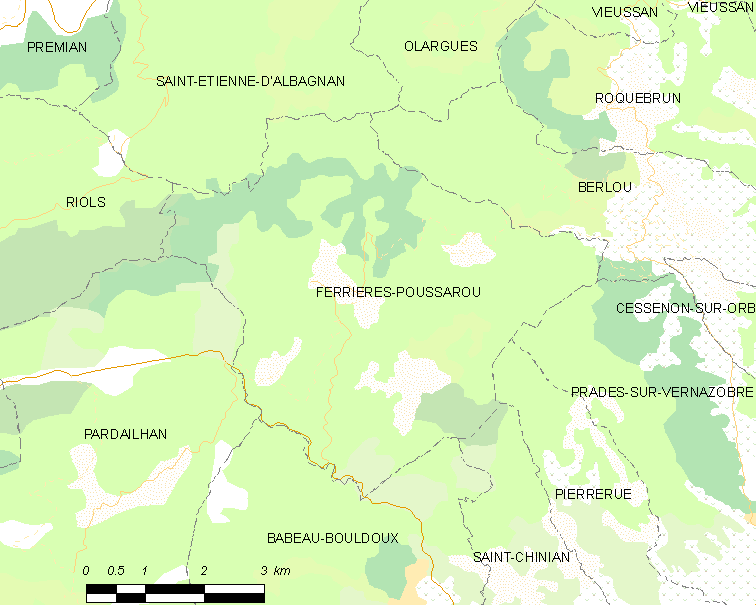
费里耶尔普萨鲁的OSM定位图

费里耶尔普萨鲁的时区为UTC+01:00、UTC+02:00（夏令时）。

## 行政
费里耶尔普萨鲁的邮政编码为34360，INSEE市镇编码为34100。

## 政治
费里耶尔普萨鲁所属的省级选区为圣庞斯德托米耶尔县。

## 人口

1962-2008年间费里耶尔普萨鲁人口变化图示

费里耶尔普萨鲁于2022年1月1日时的人口数量为67人。